# Another Day in Paradise (film, 1998)
Pour les articles homonymes, voir Another Day in Paradise.
Pour plus de détails, voir Fiche technique et Distribution.
Another Day in Paradise, ou Un autre jour au paradis au Québec, est un film tourné en 1997 par Larry Clark. Présenté en compétition au Festival du film policier de Cognac en 1999, Another Day in Paradise a obtenu le grand prix du jury. Il a aussi été nommé pour : le Prix spécial du jury, le Prix de la critique, le Prix du public et pour le Prix "Sang neuf".

## Synopsis
Le Midwest, aux États-Unis, au début des années 1970. Bobbie, un adolescent à la dérive, vit de petits larcins. C'est alors qu'il rencontre Mel, truand et dealer charismatique qui le persuade de voir plus grand. Avec Sid, son amie, Rosie, la copine de Bobbie, Mel met au point un gros coup. Ils touchent le gros lot. Mais revendre le butin s'avère plus dangereux que de l'acquérir...

## Fiche technique
- Titre : Another Day in Paradise
- Titre québécois : Un autre jour au paradis
- Réalisateur : Larry Clark
- Scénario : Christopher Landon, Stephen Chin, d'après le roman d'Eddie Little
- Production : Stephen Chin, Larry Clark, Scott Shiffman, James Woods
- Montage : Luis Colina
- Version cinéma : 97 minutes
- Version non censurée : 101 minutes
- Film américain
- Budget : 4,5 millions de dollars (4,15 millions d'euros)
- Film interdit aux moins de 16 ans à sa sortie en France.
- Dates de sortie : 
  - 30 décembre 1998 (États-Unis)
  - 16 juin 1999 (France)

## Distribution
Légende : Version québécoise = VQ
- James Woods  (VF : Patrick Laplace ; VQ : Jean-Luc Montminy) : Mel
- Melanie Griffith (VQ : Linda Roy) : Sid
- Vincent Kartheiser (VF : Alexis Tomassian ; VQ : Hugolin Chevrette) : Bobbie
- Natasha Gregson Wagner (VQ : Camille Cyr-Desmarais) : Rosie
- James Otis : le révérend
- Lou Diamond Phillips : Jewels
- Peter Sarsgaard : Ty
- John Gatins : Phil

## Récompense
Grand prix - Festival du film policier de Cognac 1999

## Autour du film
- Malgré la censure d'une scène au dialogue salé à 30 min, celle-ci persiste sur la plupart des DVD. Le film a été coupé d'une courte scène d'introduction évoquant l'époque et la guerre du Vietnam. Elle a dû être coupée à la demande de la commission de censure américaine afin que le film puisse être classé "R" ("Restricted", qui interdit le film aux mineurs de moins de 17 ans non accompagnés) et non NC-17 (interdiction aux mineurs et refus des chaînes de télévision et de la presse écrite d'en faire la promotion)[2].

- Le film est le second du réalisateur Larry Clark.

## Articles annexes
- Psychotrope au cinéma et à la télévision